# Rectoria vella de Sant Pere de Ribes
La Rectoria vella de Sant Pere de Ribes és una obra de Sant Pere de Ribes (Garraf) protegida com a Bé Cultural d'Interès Local.

## Descripció
Casa situada al nucli de Sota-Ribes, davant l'Església vella de Sant Pere de Ribes. Està construïda a la part alta del nucli, sobre un mur de contenció de l'antic camí empedrat que també ascendeix fins a l'església i el castell. És un edifici aïllat de planta rectangular que es compon de tres cossos superposats. Consta de planta baixa, pis i golfes i té la coberta a dues vessants amb el carener paral·lel a la façana. La part frontal queda tancada per un baluard que s'uneix al de l'església; el primer s'obre amb una portalada d'arc escarser adovellat, amb un relleu de Sant Pere a la clau. Des d'aquest s'accedeix a un pati tancat pel cos principal i el secundari. El primer s'obre amb un portal d'arc de mig punt adovellat amb la clau inscrita. "AVE MARIA" i una corona gravada. Sobre el portal hi ha una orla metàl·lica amb un relleu del Sagrat Cor de Jesús. Al costat hi ha adossada una escala exterior paral·lela al mur, que permet accedir directament al pis superior. A continuació d'aquest cos n'hi ha un altre que es prolonga per la façana de tramuntana. Totes les seves obertures són d'arc pla arrebossat. A la façana de migdia les obertures també són d'arc pla arrebossat i es troben distribuïdes de forma aleatòria. El darrer cos, adossat a la façana de ponent, té la coberta més alta que les altres. A la façana de migdia presenta un gran pòrtic d'arc pla arrebossat al primer i al segon pis. L'acabat exterior és arrebossat i pintat de color blanc. Davant la façana de tramuntana hi ha diverses dependències agrícoles, que es troben en estat ruïnós.

## Història
La rectoria vella va construir-se a redós de l'església parroquial que va bastir-se al nucli de Sota-Ribes durant la segona meitat del segle xvii.